# Clarke C. Fitts

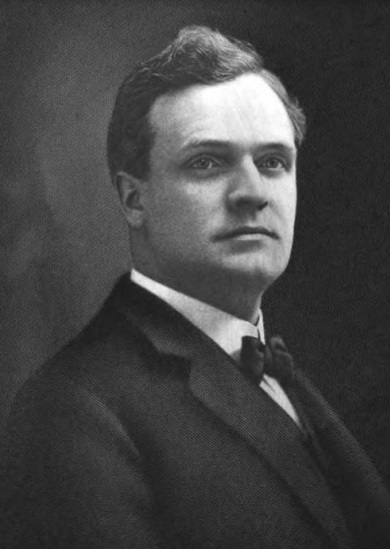
Clarke C. Fitts

Clarke Cushing Fitts (* 17. Oktober 1870 in Wardsboro, Windham County, Vermont; † 20. Dezember 1916 in Watertown, Massachusetts) war ein US-amerikanischer Jurist und Politiker, der von 1904 bis 1908 Vermont Attorney General war.

## Leben
Clarke Cushing Fitts war Sohn von Osmer C. und Abbie M. Fitts. Er besuchte die Schule in Brattleboro, sein Vater starb, als er 14 Jahre alt war. Seine Zulassung zum Anwalt erhielt er im Jahr 1891. Danach arbeitete er als Anwalt in Brattleboro. Er war von 1894 bis 1896 District Attorney für das Windham County. Als Mitglied der Republikanischen Partei von Vermont hatte er 1904 einen Sitz im Repräsentantenhaus von Vermont und war im Jahr 1905 Delegierter für die Town Brattleboro in der General Assembly of Vermont.
Fitts heiratete in erster Ehe im Jahr 1898 Harriet Lyon († 1897), aus dieser Ehe stammten die Söhne Robert I. Fitts und Stanley C. Fitts. In zweiter Ehe heiratete er im Jahr Maud L. Emerson, aus dieser Ehe stammte der Sohn Osmer C. Fitts.
Er starb am 20. Dezember 1916 in Watertown, Massachusetts. Es ist nicht bekannt, wo sich sein Grab befindet.